# Atlautla
Atlautla é um município do estado do México, no México.

## Governo e administração
| Prefeito                         | Periodo   |
| -------------------------------- | --------- |
| Francisco Javier Torres Bautista | 2000-2003 |
| Angel Marín Barragán             | 2003-2006 |
| Raúl Navarro Rivera              | 2006-2009 |
| Maria del Carmen Carreño Garcia  | 2009-2012 |
| Raúl Navarro Rivera              | 2012-2015 |
| Mauro Sánchez Marín              | 2015-2018 |